# 転輪王経
『転輪王経』（巴: Cakkavatti-sutta, チャッカヴァッティ・スッタ）とは、パーリ仏典経蔵長部の第26経。『転輪聖王修行経』（てんりんじょうおうしゅぎょうきょう）、『転輪聖王師子吼経』（てんりんじょうおうししくきょう、巴: Cakkavatti-sīhanāda-sutta, チャッカヴァッティ・シーハナーダ・スッタ）とも。
類似の伝統漢訳経典としては、『長阿含経』（大正蔵1）の第6経「転輪聖王修行経」、『中阿含経』（大正蔵26）の第70経「転輪王経」がある。
経名は、経中の話題に幾人かの転輪王が出てくることに因む。

## 構成

### 登場人物
- 釈迦

### 内容
ある時、釈迦はマガダ国のマトゥラーに滞在していた。
釈迦は比丘たちに、まず自燈明・法灯明（自洲・法洲、自帰依・法帰依）について述べ、その内容として四念処や托鉢について述べた後、いにしえの転輪王たちの時代について話を始める。
かつて法輪をはじめとする七宝を伴って天下を治めていたダルハネーミという名の転輪王、彼から代を経るごとに、善法は徐々に失われ、それに伴って人々の寿命も8万歳から10歳へと短くなり、人々は愚かになっていった。そして7日間にわたって大戦争が起こり、世界は破滅する。
しかし、暴力を拒み、森林や洞窟に隠れていた人々は生き残り、復興を始める。五戒を守り、三毒や非礼・不敬を抑え、善法を復興していくことで、この流れを戻していくことが可能になる。そして寿命が8万歳に戻った時、地上の人間界であるジャンブディパ（閻浮提）は栄え、ヴァーラーナシーはケートゥマティと呼ばれて都となり、その王城にはサンカと呼ばれる転輪王が現れ、彼が治める時代には、マイトレーヤ（弥勒）という名の如来が現れ、無上の梵行が成就される。
釈迦は以上の昔話を語り終えると、再び自燈明・法灯明（自洲・法洲、自帰依・法帰依）、四念処などを述べ、加えて四如意足、四禅、四無量心などを述べる。
比丘たちは歓喜し、それを信受する。

## 日本語訳
- 『南伝大蔵経・経蔵・長部経典3』（第8巻） 大蔵出版
- 『パーリ仏典 長部（ディーガニカーヤ） パーティカ篇I』 片山一良訳 大蔵出版
- 『原始仏典 長部経典3』 中村元監修 春秋社